# Camille regresa
Camille regresa (en francés: Camille redouble) es el nombre de una película francesa de género drama dirigido y protagonizada por Noémie Lvovsky. 
La película formó parte de la Quincena de Directores en el Festival de Cannes de 2012. Además fue la favorita de los miembros de la academia francesa ya que obtuvo 13 nominaciones en los Premios César . La actriz Yolande Moreau fue ganadora en los Premios Magritte por su papel.

## Sinopsis
La historia comienza en el año 1985 cuando Camille tiene 16 años y conoce a un joven llamado Eric, ambos se enamoran y más tarde y Camille da a luz a una niña. 
En 2008, Camille tiene 40 años y debido a la muerte de su madre, se hunde en el alcohol. Eric conoce a una chica más joven y se aleja de la vida de Camille. En la víspera de Navidad, Camille va a ver a un relojero para quitarse el anillo que Eric le había dado y  reparar el reloj que sus padres le habían regalado cuando había cumplido 16. Luego encuentra a Josepha, su amiga cercana,  para celebrar el año nuevo y ve a sus amigas Louise y Alice.
Al finalizar la tarde, Camille se da cuenta de que ha regresado al pasado. Ahora vuelve a tener 16 años y vive junto a sus padres. Su deseo más enorme es que su madre nunca muera y no volver a conocer a Eric, aunque se presenten muchas dificultades en adelante.

## Reparto
- Noémie Lvovsky como Camille Vaillant.
- Yolande Moreau como la madre de Camille.
- Michel Vuillermoz como el padre de Camille.
- Denis Podalydès como Alphonse.
- Samir Guesmi como Éric.
- Vincent Lacoste como Vincent.
- Judith Chemla como Josepha.
- India Hair como Alice.
- Julia Faure como Louise.
- Jean-Pierre Léaud
- Micha Lescot como el director.
- Anne Álvaro como la profesora de inglés.
- Mathieu Amalric como el profesor de francés.
- Riad Sattouf